# Supercoppa del Belgio 2025
La Supercoppa del Belgio 2025 è stata la quarantacinquesima edizione della Supercoppa del Belgio, che si è svolta in un incontro unico domenica 20 luglio 2025 tra l'Union Saint-Gilloise vincitrice del campionato, e il Club Bruges, vincitore della coppa nazionale.
La sfida ha visto la vittoria in trasferta del Club Bruges, alla diciottesima affermazione della propria storia in Supercoppa del Belgio.
Per il secondo anno consecutivo la formazione campione del Belgio soccombe all'avversaria, con i nerazzurri che vendicano così con il medesimo punteggio la sconfitta patita nell'edizione dell'anno precedente proprio per mano dell'Union.

## Le squadre
| Squadre              | Qualificazione                              | Partecipazioni precedenti (il grassetto indica la vittoria)                                                                       |
| -------------------- | ------------------------------------------- | --- |
| Union Saint-Gilloise | Vincitrice della Pro League 2024-2025       | 1 (2024) |
| Club Bruges          | Vincitrice della Coppa del Belgio 2024-2025 | 21 (1980, 1986, 1988, 1990, 1991, 1992, 1994, 1995, 1996, 1998, 2002, 2003, 2004, 2005, 2007, 2015, 2016, 2018, 2021, 2022, 2024) |

## Tabellino
| Arbitro: | Lawrence Visser |

|              |           |                                 |
| Ivanović 15’ | Marcatori | 31’ (rig.) Tzolīs 45+1’ Vanaken |